# Danny McFarlane
Danny McFarlane (St. Mary, 14 giugno 1972) è un ostacolista e velocista giamaicano.
Vanta 7 medaglie (sei con la staffetta 4×400 metri ed un unico argento olimpico individuale ad Atene 2004), ma nessuna d'oro, tra Giochi olimpici e campionati mondiali. Con nove partecipazioni ai Campionati del mondo, è primatista ex aequo in questa classifica.

## Biografia
Nonostante ai mondiali non abbia conquistato alcuna medaglia individuale in nove partecipazioni, ai Giochi olimpici ha centrato l'argento in una occasione, e a Pechino 2008, ormai alla soglia dei 36 anni, stabilendo il suo personale stagionale, è giunto 4º a 24 centesimi dalla medaglia di bronzo.
In quattro occasioni, a seguito della confessione di Antonio Pettigrew di essersi dopato tra il 1997 e il 2001, la squalifica della staffetta statunitense comportò l'avanzamento automatico di una posizione della squadra giamaicana: l'argento divenne oro ai Campionati del mondo di atletica leggera indoor 2003 e il bronzo fu tramutato in argento ai mondiali di Atene 1997, Siviglia 1999 e Edmonton 2001. Solo alle Olimpiadi di Sydney 2000 il team giamaicano non si avvantaggiò della squalifica del vincitore, in quanto il titolo fu lasciato vacante.

## Palmarès
| Anno | Manifestazione  | Sede     | Evento      | Risultato  | Prestazione | Note                                     |
| ---- | --------------- | -------- | ----------- | ---------- | ----------- | ---------------------------------------- |
| 1995 | Mondiali        | Göteborg | 4×400 m     | Argento    | 2'59"88     |                                          |
| 1997 | Mondiali        | Atene    | 4×400 m     | Argento    | 2'56"75     | [ 3 ]                                    |
| 1999 | Mondiali        | Siviglia | 4×400 m     | Argento    | 2'59"34     | [ 3 ]                                    |
| 2000 | Giochi olimpici | Sydney   | 400 m piani | 7º         | 45"55       |                                          |
| 2000 | Giochi olimpici | Sydney   | 4×400 m     | Argento    | 2'58"78     |                                          |
| 2001 | Mondiali        | Edmonton | 4×400 m     | Argento    | 2'58"39     | [ 3 ]                                    |
| 2003 | Mondiali        | Parigi   | 4×400 m     | Argento    | 2'59"60     | Miglior prestazione personale stagionale |
| 2004 | Giochi olimpici | Atene    | 400 m hs    | Argento    | 48"11       |                                          |
| 2005 | Mondiali        | Helsinki | 400 m hs    | Semifinale | 49"41       |                                          |
| 2007 | Mondiali        | Osaka    | 400 m hs    | 5º         | 48"59       |                                          |
| 2008 | Giochi olimpici | Pechino  | 400 m hs    | 4º         | 48"30       | Miglior prestazione personale stagionale |
| 2009 | Mondiali        | Berlino  | 400 m hs    | 6º         | 48"65       |                                          |